# Zaliskî, Malîn
Zaliskî (în ucraineană Заліски) este un sat în comuna Skuratî din raionul Malîn, regiunea Jîtomîr, Ucraina.

## Demografie
Componența lingvistică a localității Zaliskî
     Ucraineană (100%)
Conform recensământului din 2001, toată populația localității Zaliskî era vorbitoare de ucraineană (100%).